# Битва на Орелі
Битва на Орелі — битва між об'єднаним військом руських князівств та половцями. Відбулась 30 липня 1184 року поблизу впадіння річки Оріль в Дніпро.
Основні історичні джерела про битву — Київський літопис (за Іпатіївським списком), «Слово о полку Ігоревім».

## Передумови битви і сили сторін
По закінченню епохи наступальних походів руських князів у Степ часів Мономаха, половецькі орди поступово повернулися на свої старі кочовища в річкових долинах приток Дніпра. Так сформувалися як мінімум два великі племінні об'єднання половців — Лукоморське і Донецьке. Кочовища першого, схоже, були в середній течії Дніпра (район пониззя Сули, Орелі, Ворскли). Половці часто брали участь у руських усобицях, а іноді виступали як самостійна сила, нападаючи на сусідні руські князівства. Нові походи руських князів у Степ, пов'язані з іменем енергійного київського князя Святослава Всеволодовича, котрий 1181 р. втретє посів київський великокняжий стіл (разом зі своїм давнім суперником Рюриком Ростиславичем). У лютому половці напали на руські прикордонні міста, тож князі вирішили влітку завдати удару у відповідь. До походу залучили дружину й ополчення Київського, Переяславського, частини Волинського, Галицького і Турівського князівств, 2100 васалів Русі — чорних клобуків (ймовірно, разом понад 10 тисяч вояків). Сили об'єднання лукоморських половців і роду Бурчевичів, можливо, були такими самими за кількістю, але поступались якісно.

## Озброєння і тактика сторін
У XII ст. руське військо, уже маючи великий досвід степової війни, використовує пластинчатий обладунок (за домінування кольчуг), застосовує складніші, ніж раніше, бойові порядки з кількох полків і залучає допомогу васальних кочовиків (чорних клобуків), що зазвичай складають авангард русичів у поході.
Для половців другої половини XII ст. характерне поширення металевого захисного обладунку (зокрема, руського) серед військової еліти племен, а також зафіксовані спроби використання облогової техніки.

## Хід битви
У середині липня руське військо вирушило в похід, перейшовши на лівий берег Дніпра. Його авангард, що складався з переяславської дружини, частини киян і 2100 чорних клобуків під загальним командуванням Володимира Глібовича Переяславського, п'ять днів шукав половців, котрі відступали вглиб степу. Не зумівши наздогнати степовиків, руський авангард отаборився на березі річки Орель. Кобяк думав, що русичі прийшли в степ відносно малими силами, тому вирішив дати бій ворогові і почав атаку руського табору силами легкої кінноти. Половці вели обстріл руського війська, підсилаючи двобійників і провокуючи русичів на бій. Дізнавшись про облогу табору, руський головнокомандувач Святослав Всеволодович надіслав авангарду підкріплення, незабаром сам підійшов до табору. Оцінивши правдиві розміри руської раті, половці кинулися тікати, але було пізно.

## Витрати сторін і наслідки події
Втрати русинів невідомі. Лукоморські половці зазнали нищівної поразки, у полон потрапив їхній хан Кобяк (страчений згодом у Києві) і 11 вождів, двоє вождів убито в бою. Загальні втрати половців вбитими й полоненими могли сягати 5—7 тисяч людей. Одне з двох потужних половецьких племінних об'єднань було помітно ослаблене, а наступного року русини спробували розбити й друге.

## Історична пам'ять
Згадана у «Слові о полку Ігоревім» як яскравий приклад успішної боротьби Русі зі Степом. Спроб популяризації в подальші часи чи сьогодні не помітно.